# Wurfbainia glabrifolia
Wurfbainia glabrifolia là một loài thực vật có hoa trong họ Gừng. Loài này được Vichith Lamxay và Mark Fleming Newman mô tả khoa học đầu tiên năm 2012 dưới danh pháp Amomum glabrifolium. Năm 2018 Jana Leong-Škorničková và Axel Dalberg Poulsen chuyển nó sang chi Wurfbainia.

## Phân bố
Loài này có tại Lào.